# Billboard
Billboard és una revista setmanal estatunidenca especialitzada en informació sobre la indústria musical. Manté diverses llistes musicals internacionalment reconegudes entre les quals es troben les cançons i àlbums més populars en diverses categories, tot això setmanalment. Fou fundada l'any 1894 i actualment és editada per Penske Media Corp.
La revista ofereix llistes de música, notícies, vídeos, opinions, ressenyes, esdeveniments i estil relacionades amb la indústria de la música, Les seves llistes de música inclouen Hot 100, 200 i Global 200, fent un seguiment dels àlbums i cançons més populars de diferents gèneres musicals. També organitza esdeveniments, és propietària d'una empresa editorial i opera diversos programes de televisió.
Billboard va ser fundada per William Donaldson i James Hennegan. L'any 1900, Donaldson va adquirir la participació de Hennegan per 500 dòlars. Als primers anys del segle xx, va especialitzar-se en la indústria de l'entreteniment, com ara circs, fires i espectacles de burlesc, i també va crear un servei de correu per artistes ambulants. Billboard va centrar-se més en la indústria de la música a mesura que el jukebox, el fonògraf i la ràdio es van fer habituals, deixant de banda les altres temàtiques. Després de la mort de Donaldson el 1925, Billboard es va transmetre als seus hereus, fins que va ser venuda a inversors privats el 1985, i des de llavors ha tingut diversos accionistes principals.

## Història

### Inicis
El primer número de Billboard va ser publicat a Cincinnati, Ohio, per William Donaldson i James Hennegan, l'1 de novembre de 1894. Inicialment, amb contingut relatiu a la indústria de la publicitat i la cartelleria, i es coneixia com a Billboard Advertising. Donaldson s'encarregava de l'editorial i la publicitat, mentre que Hennegan, amo d'una impremta, gestionava la producció de les revistes. Els primers números eren només vuit pàgines. La revista tenia columnes habituals, com The Bill Room Gossip o The Indefatigable and Tireless Industry of the Bill Poster. El 1897 va ser renaomenada, com The Billboard.

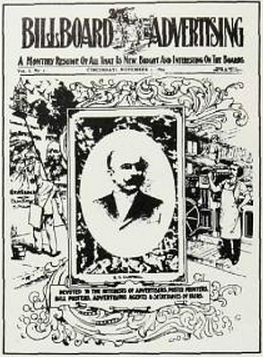
Primera edició de Billboard (1894)

Els dos socis van decidir separar-se per diferències sobre la gestió del negoci i Donaldson va comprar la participació d'Hennegan l'any 1900 per 500 dòlars. Des del mes de maig, el diari va passar de ser mensual a un setmanari, donant major èmfasi a les notícies d'última hora. Va millorar la qualitat editorial i va obrir noves oficines a Nova York, Chicago, San Francisco, Londres i París, i també va centrar la revista en espectacles d'entreteniment a l'aire lliure com fires, carnavals, circs, vodevil i burlesc. Billboard també cobria temes com la regulació laboral, entrevistes a empresaris, economia i nous espectacles en producció. Tenia una columna de "xafarderies escèniques" que cobria la vida privada dels artistes o una secció sobre espectacles itinerants. Segons The Seattle Times, Donaldson també va publicar articles de notícies atacant la censura, fent crítica i promoció d'espectacles i lluitant contra la premsa groga.
Amb el creixement de la xarxa ferroviària, Billboard va crear un sistema de reenviament de correu per als artistes itinerants. Els artistes entregaven una ruta de viatge a la revista i aquesta, quan rebia cartes per ells, les reenviaven a la següent població on havien d'actuar. Aquest servei es va introduir per primera vegada l'any 1904 i es va convertir en una de les seves principals fonts de beneficis, a més de proporcionar-li contactes de primera mà amb les celebritats. El 1914, hi havia 42.000 persones utilitzant el servei i, quan es va suspendre el servei a la dècada de 1960, Billboard encara processava unes 1.500 cartes per setmana.
El 1920, Donaldson va fer un moviment controvertit en contractar el periodista afroamericà James Albert Jackson per escriure una columna setmanal dedicada als intèrprets afroamericans. Segons The Business of Culture: Strategic Perspectives on Entertainment and Media, la columna visibilizava la discriminació contra els artistes negres i va posar en relleu les seves carreres. Jackson va ser el primer crític negre d'una revista nacional amb un públic predominantment blanc. Donaldson va morir el 1925.

### La música en el centre

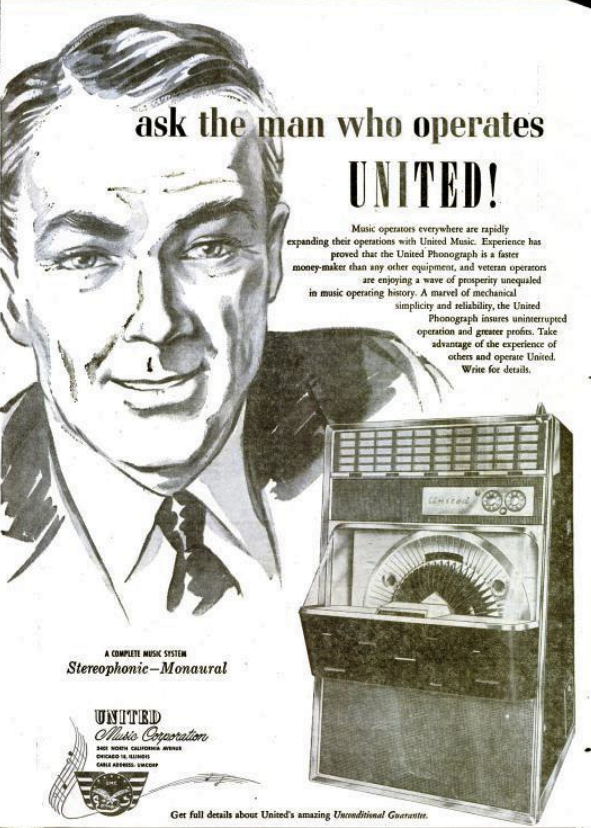
Anunci sobre jukeboxs publicat el 1959.

Billboard va canviar d'enfocament a mesura que es va desenvolupar la tecnologia d'enregistrament i reproducció, que cobria "meravelles de la tecnologia moderna", com ara el fonògraf i les ràdios sense fil. També va començar a cobrir la indústria del cinema el 1907, però es va acabar centrant en la música a causa de la competència de Variety. Va crear una emissora de ràdio a la dècada de 1920.
La indústria del jukebox va continuar creixent durant la Gran Depressió, i va ser molt anunciada a Billboard, cosa que va dirigir l'enfocament editorial encara més cap a la música. Va publicar la primera llista d'èxits el 4 de gener de 1936 i va estrenar una "Guia de compra de discos" el gener de 1939. El 1940, va presentar la Chart Line, que feia un seguiment dels discos més venuts, i el 1944 va ser seguida per una llista específica pels jukebox, anomenada Music Box Machine. En la dècada de 1940, la Billboard es considerava part de la premsa especialitzada en la indústria musical. El nombre de llistes que va publicar va créixer després de la Segona Guerra Mundial, a causa d'una creixent varietat d'interessos i gèneres musicals. El 1987 publicava 8 llistes, que es van anar ampliant fins a les 28 llistes que hi havia el 1994.
El 1943, Billboard tenia uns 100 empleats. Les oficines de la revista es van traslladar a Brighton, Ohio, el 1946, i després a la ciutat de Nova York el 1948. El novembre de 1950 es va adoptar un format de tabloide a cinc columnes i es va començar a fer servir paper cuixé per primera vegada, millorant les prestacions dels reportatges fotoperiodístics. El 1969, Billboard Publications Inc. posseïa onze publicacions comercials i de consum, una editorial anomenada Watson-Guptill Publications, quatre franquícies de televisió i una distribuïdora que venia cursets en cintes de casset. També va adquirir Photo Weekly aquell any.
Amb el pas del temps, tots els temes no musicals que Billboard encara cobria van anar sent derivats a altres publicacions. Per exemple, la revista Funspot es va crear el 1957 per publicar contingut sobre parcs d'atraccions, mentre que Amusement Business es va crear el 1961 per cobrir espectacles a l'aire lliure. El gener de 1961, la publicació va ser rebatejada com a Billboard Music Week, per emfatitzar el seu interès exclusiu per la música. Dos anys més tard, va passar a anomenar-se, simplement, Billboard. Segons The New Business Journalism, el 1984, Billboard Publications era un conglomerat pròsper de revistes comercials, convertit en el líder indiscutible de les notícies de la indústria musical.

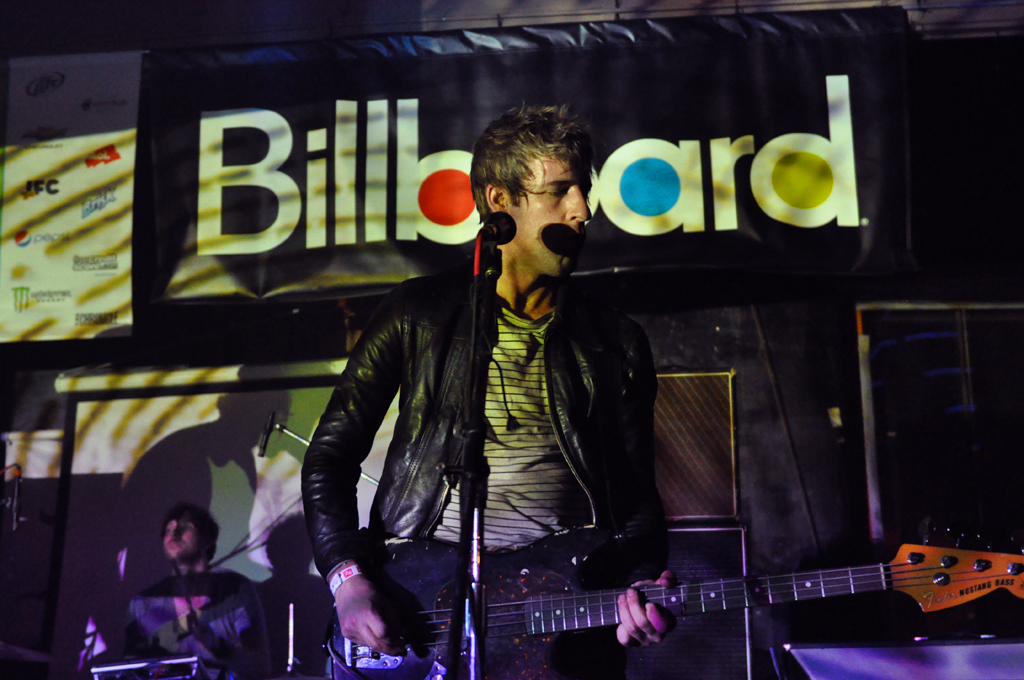
La banda A place to bury strangers durant un festival organitzat per Billboard, 2011.

A principis dels anys 90, va presentar Billboard Airplay Monitors, una publicació per a discjòqueis i programadors de música. A finals de dècada, la companyia va autodescriure's com la "bíblia" de la indústria discogràfica.

### Canvis de titularitat
Billboard va enfronar-se a seriosos problemes econòmics en l'època en què William Donaldson va morir, el 1925. El gendre de Donaldson, Roger Littleford, va prendre el relleu de la societat el 1928 i va reviabilitzar el negoci. Els seus fills, Bill i Roger Jr., es van convertir en coeditors el 1946 i van heretar la publicació a finals dels anys 70, després de la mort de Roger. Aquests van vendre Billboard a uns inversors privats el 1985 per un preu estimat de 40 milions de dòlars. Els inversors van reduir costos i van adquirir una publicació comercial per a la indústria del teatre de Broadway, anomenada Backstage,
En només dos anys, els inversors van vendre Billboard a l'Affiliated Publications per 100 milions, esdevenint-ne subsidiària. En aquesta etapa, BPI va adquirir The Hollywood Reporter, Adweek, Marketing Week i Mediaweek, a més de la tecnològica Broadcast Data Systems. El 1993, va crear una divisió coneguda com a Billboard Music Group, per a publicacions relacionades amb la música.
El 1994, Billboard Publications es va vendre al conglomerat de mitjans neerlandès Verenigde Nederlandse Uitgeverijen (VNU) per 220 milions de dòlars. VNU (anomenada Nielsen des de 2007) va ser-ne la propietària fins al 2009, quan va ser una de les vuit publicacions venudes a e5 Global Media Holdings, una joint venture entre Pluribus Capital Management i Guggenheim Partners. L'any següent, la nova empresa matriu va ser rebatejada com a Prometheus Global Media, i el 2013, Guggenheim Partners va adquirir la participació de Pluribus en Prometheus i es va convertir en l'únic propietari de Billboard,
El desembre de 2015, Guggenheim Digital Media va vendre diverses marques, inclosa Billboard, al seu exCEO Todd Boehly. Els actius van entrar a formar part del holding Eldridge Industries, que després de vàries reformulacions, va convertir-se en el grup MRC Media & Info. El 23 de setembre de 2020, es va anunciar que Penske Media Corporation assumiria les operacions de les publicacions MRC, sota una empresa conjunta coneguda com PMRC, nova gestora de Billboard.

## Personal directiu

### 1990 - present
Timothy White va ser nomenat redactor en cap el 1991, càrrec que va ocupar fins a la seva inesperada mort el 2002. White va escriure una columna setmanal promocionant música amb "mèrit artístic", mentre criticava la música amb temes violents o misògins, i també va reelaborar les llistes musicals de la publicació. En lloc de basar-se en les dades dels minoristes de música, els nous gràfics van utilitzar dades dels escàners de compra de botigues obtinguts de Nielsen. White també escrivia perfils en profunditat sobre músics.
A la dècada del 2000, el declivi econòmic de la indústria de la música va reduir abruptament el nombre de lectors i els ingressos per la publicitat. El tiratge va disminuir de 40.000 revistes en circulació a la dècada de 1990, a menys de 17.000 el 2014. La propietat de la publicació i els membres de la plantilla patien canvis freqüents.
El 2004, Tamara Conniff es va convertir en la primera dona i la més jove editora en cap de Billboard, i va liderar el seu primer redisseny important des dels anys 60, a càrrec d'Stark Design. Durant el seu mandat, les vendes van augmentar un 10%, les pàgines publicitàries van augmentar un 22% i les inscripcions a conferències van augmentar un 76%. El 2005, va ampliar la seva editorial fora de la indústria de la música a altres àrees d'entreteniment digital i mòbil. El 2006, després de liderar la publicació de ràdio de Billboard, l'antic periodista d'ABC News i CNN, Scott McKenzie, va ser nomenat director editorial de totes les propietats de la companyia. Conniff va llançar l'esdeveniment Billboard Women in Music el 2007.

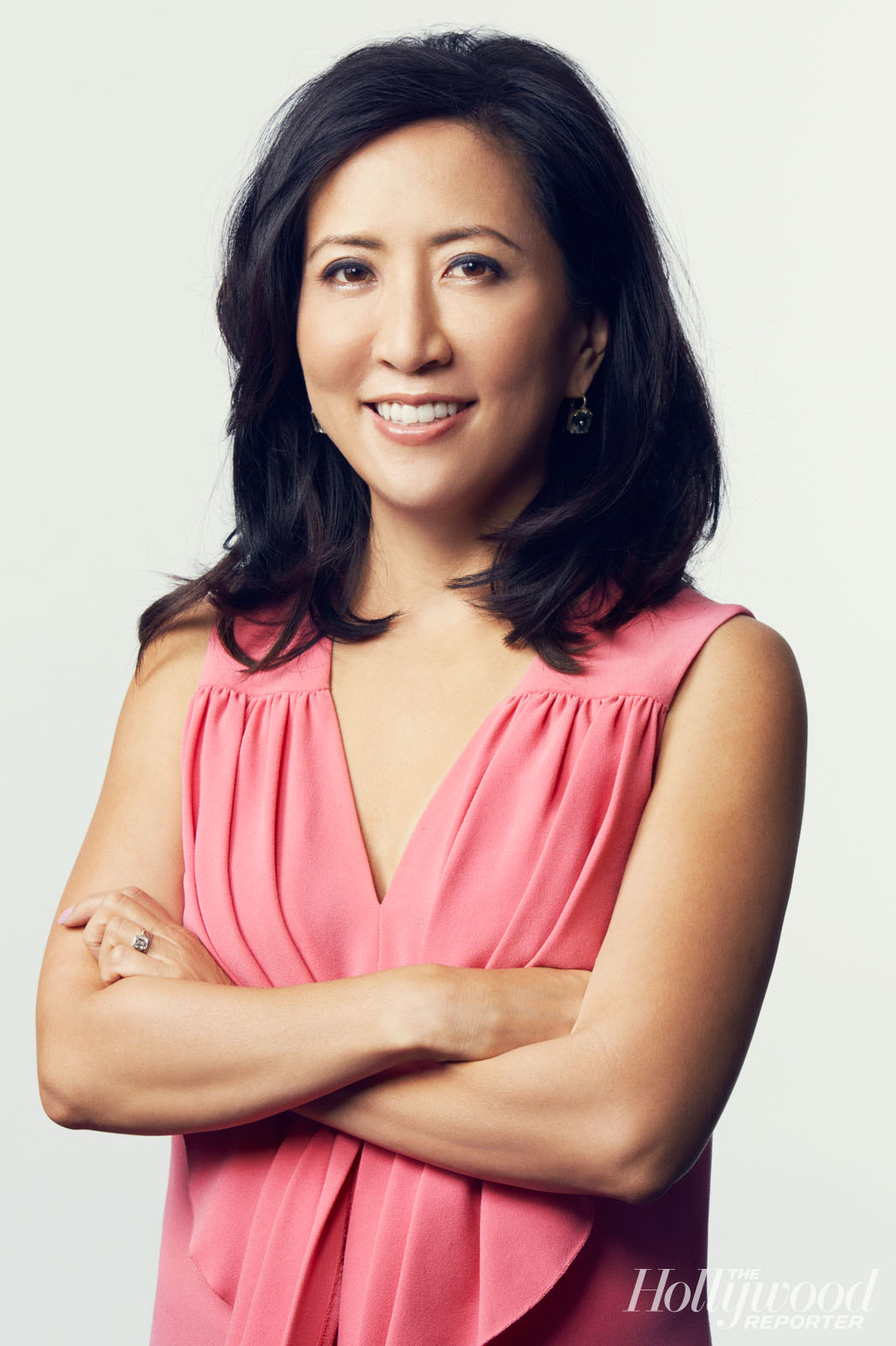
Janice Min,

Bill Werde va ser nomenat director editorial el 2008, i va ser seguit per Janice Min el gener de 2014, també responsable del contingut editorial a The Hollywood Reporter. Des d'aleshores, la revista ha estat fent canvis per convertir-la en una font de notícies musicals d'interès general, ramificant-se per cobrir més celebritats, moda i xafarderies. Min va contractar Tony Gervino com a editor de la publicació, cosa inusual, ja que no tenia antecedents en la indústria musical. Tony Gervino va ser nomenat redactor en cap l'abril de 2014.
Gervino va ser acomiadat el maig de 2016. Una nota de Min a l'equip editorial va indicar que el vicepresident sènior de contingut digital Mike Bruno seria el nou cap de l'editorial. El 2016 es va anunciar BillboardPH, la primera companyia de llistes de la companyia a les Filipines, la primera al sud-est asiàtic. Mesos després, es va expandir a la Xina llançant Billboard China en col·laboració amb Vision Music Ltd.
El 2018 es van produir dos nous moviments: Jason Lipshutz fou nomenat redactor en cap de la revista, mentre que Hannah Karp esdevingué la primera dona en dirigir el Billboard Media Group.

## Contingut
Billboard publica un lloc web de notícies i una revista comercial setmanal que cobreix música, vídeo i entreteniment domèstic. La majoria dels articles estan escrits per escriptors en plantilla, mentre que alguns són escrits per experts del sector freelance. Cobreix notícies, xafarderies, opinions, i crítiques musicals, però la seva "creació més duradora i influent" són les llistes de Billboard. Les llistes fan un seguiment de les vendes de música, el temps d'emissió de la ràdio i altres dades sobre les cançons i els àlbums més populars.
El 1958 es va presentar la llista Billboard Hot 100 de les cançons més venudes. Des d'aleshores, el Billboard 200, que rastreja els àlbums més venuts, s'ha popularitzat com a indicador d'èxit comercial. També ha publicat llibres i un programa per ràdio i televisió anomenat American Top 40, basada en les seves llistes. Billboard organitza uns 20 esdeveniments de la indústria cada any.

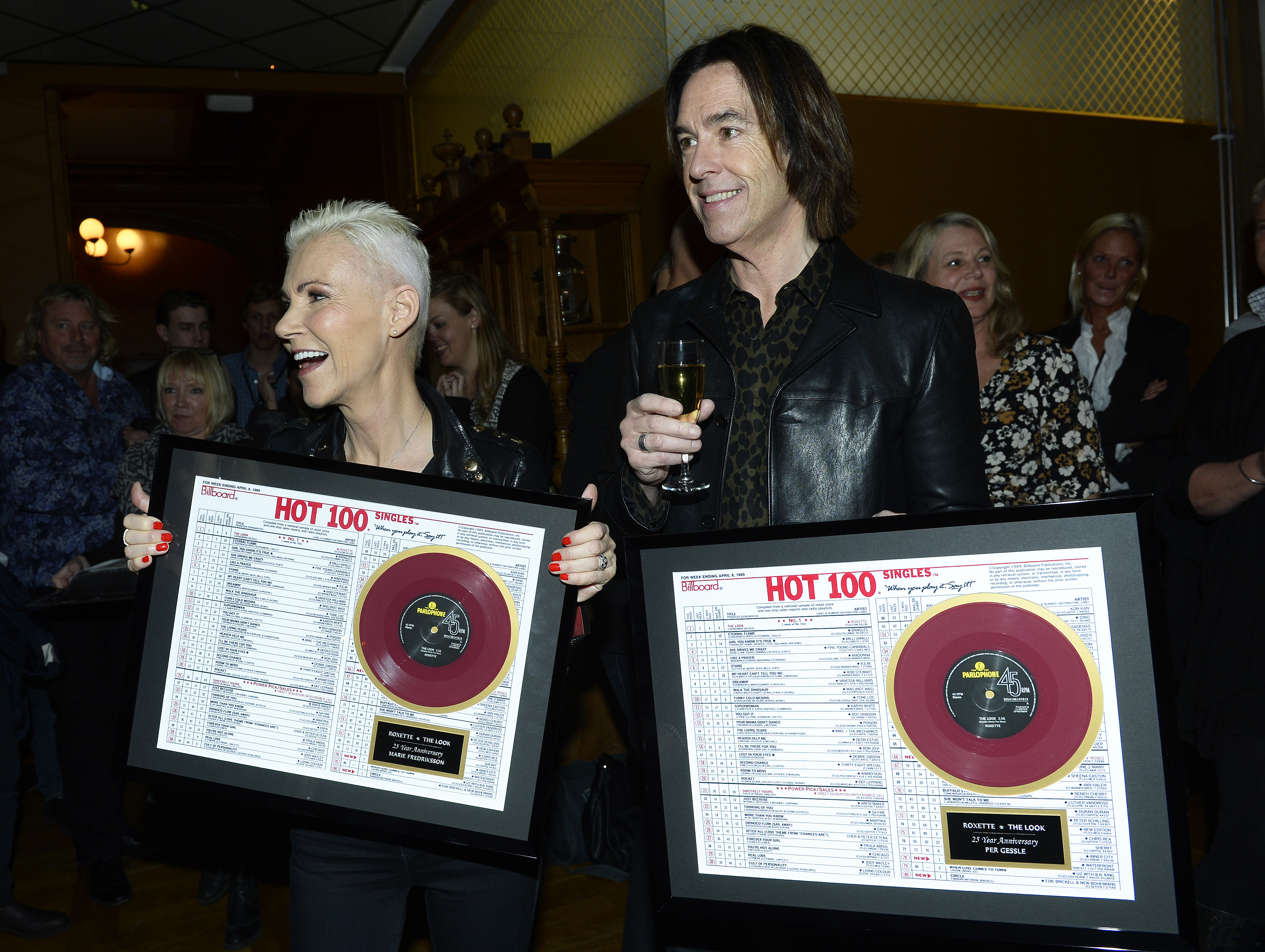
Roxette commemorant el 25è aniversari del Número 1 aconseguit amb The look.

Les seccions habituals de la revista impresa inclouen: 
- Hot 100: una llista de les 100 cançons més populars de la setmana.
- Topline: notícies recents.
- The Beat: entrevistes a artistes, xafarderies i tendències en la indústria.
- Style: moda i complements.
- Features: entrevistes en profunditat, perfils i fotografia.
- Reviews: ressenyes de nous àlbums i cançons.
- Backstage pass: informació sobre esdeveniments i concerts.
- Charts & CODA: curiositats sobre les Billboard Charts actuals i històriques.

Fins al dia d'avui, els artistes més reeixits de les llistes de Billboard són Mariah Carey, Bing Crosby, Eminem, Madonna, Elvis Presley, Diana Ross & The Supremes, The Beatles, Janet Jackson i Michael Jackson.